# Richard Cloward
 (avril 2024).
La mise en forme du texte ne suit pas les recommandations de Wikipédia : il faut le « wikifier ».
Les points d'amélioration suivants sont les cas les plus fréquents. Le détail des points à revoir est peut-être précisé sur la page de discussion.
- Les titres sont pré-formatés par le logiciel. Ils ne sont ni en capitales, ni en gras.
- Le texte ne doit pas être écrit en capitales (les noms de famille non plus), ni en gras, ni en italique, ni en « petit »…
- Le gras n'est utilisé que pour surligner le titre de l'article dans l'introduction, une seule fois.
- L'italique est rarement utilisé : mots en langue étrangère, titres d'œuvres, noms de bateaux, etc.
- Les citations ne sont pas en italique mais en corps de texte normal. Elles sont entourées par des guillemets français : « et ».
- Les listes à puces sont à éviter, des paragraphes rédigés étant largement préférés. Les tableaux sont à réserver à la présentation de données structurées (résultats, etc.).
- Les appels de note de bas de page (petits chiffres en exposant, introduits par l'outil «  Source ») sont à placer entre la fin de phrase et le point final[comme ça].
- Les liens internes (vers d'autres articles de Wikipédia) sont à choisir avec parcimonie. Créez des liens vers des articles approfondissant le sujet. Les termes génériques sans rapport avec le sujet sont à éviter, ainsi que les répétitions de liens vers un même terme.
- Les liens externes sont à placer uniquement dans une section « Liens externes », à la fin de l'article. Ces liens sont à choisir avec parcimonie suivant les règles définies. Si un lien sert de source à l'article, son insertion dans le texte est à faire par les notes de bas de page.
- La présentation des références doit suivre les conventions bibliographiques. Il est recommandé d'utiliser les modèles {{Ouvrage}}, {{Chapitre}}, {{Article}}, {{Lien web}} et/ou {{Bibliographie}}. Le mode d'édition visuel peut mettre en forme automatiquement les références.
- Insérer une infobox (cadre d'informations à droite) n'est pas obligatoire pour parachever la mise en page.

Pour une aide détaillée, merci de consulter Aide:Wikification.
Si vous pensez que ces points ont été résolus, vous pouvez retirer ce bandeau et améliorer la mise en forme d'un autre article.
 (avril 2024).
Le contenu est difficilement compréhensible vu les erreurs de traduction, qui sont peut-être dues à l'utilisation d'un logiciel de traduction automatique.
Richard Andrew Cloward (25 décembre 1926 - 20 août 2001) était un sociologue et activiste américain. Il a influencé la théorie des souches du comportement criminel et le concept d'anomie, et a été l'un des principaux facteurs de motivation pour l'adoption de la Loi nationale sur l'enregistrement des électeurs de 1993, communément connue sous le nom de « Motor Voter Act ». Il a enseigné à l'Université Columbia pendant 47 ans.

## Biographie
Cloward est né à Rochester, New York, fils d'Esther Marie (Fleming), artiste et militante des droits des femmes, et de Donald Cloward, un pasteur baptiste radical,. Cloward a servi comme ensign  dans la United States Navy de 1944 à 1946. Il a obtenu une licence de l'Université de Rochester en 1949, puis une maîtrise de la  École de travail social de l'Université Columbia en 1950. Il a ensuite servi comme premier lieutenant aux États-Unis. Armée de 1951 à 1954, puis a travaillé comme travailleur social dans une prison militaire à New Cumberland, Pennsylvanie. Cloward est devenu professeur adjoint à l'École de travail social de Columbia en 1954 et a occupé des postes invités à l'Université hébraïque, à l'Université d'Amsterdam, à l'Université de Californie, Santa Barbara et à  Université de l'État d'Arizona. Il a obtenu un doctorat en sociologie de l'Université Columbia en 1958.
Avec son collègue sociologue Lloyd Ohlin, Cloward a écrit « Delinquency and Opportunity : A Theory of Delinquent Gangs », qui rejetait l'hypothèse dominante selon laquelle la délinquance résultait de l'irresponsabilité individuelle et soutenait qu'elle était causée par la pauvreté et l'absence d'alternatives. opportunités causées par la pauvreté et que les conditions sous-jacentes à la délinquance pourraient être résolues grâce à des programmes sociaux.

## Activités politiques
En 1966, Cloward a cofondé la National Welfare Rights Organisation, qui préconisait la fédéralisation de l'Aide aux familles avec enfants à charge en créant des listes locales de aide sociale. En 1982, lui et son épouse Frances Fox Piven ont fondé « Human SERVE » (Service Employees Registration and Voter Education), qui a établi des programmes d'électeurs motorisés dans certains États comme précédents pour la Motor Voter Act promulguée en 1993.
Également en 1966, lui et Piven ont publié un article dans le numéro de mai du magazine The Nation : "Le poids des pauvres : une stratégie pour mettre fin à la pauvreté", qui préconisait l'élimination de la pauvreté en augmentant les exigences envers le gouvernement fédéral, conduisant à la mise en œuvre d'un revenu minimum garanti . Ses détracteurs ont appelé cela la « Stratégie Cloward-Piven ».

## Publications
- Regulating the Poor: The Functions of Public Welfare (Pantheon, 1971)
- Poor People's Movements: Why They Succeed, How They Fail (Pantheon, 1977)
- Why Americans Don't Vote: And Why Politicians Want it That Way (Beacon, 1988)
- The Breaking of the American Social Compact (New Press, 1997)